# Jagaddala Mahavihara
Jagaddala Mahavihara (auch: Jaggadala; bengalisch জগদ্দল বিহার, fl. spätes 11. Jh. – Mitte des 12. Jh.) war ein buddhistisches Kloster und eine Lehranstalt in Varendra, im heutigen Nord-Bengalen in Bangladesch. Das Kloster wurde von den späteren Königen der Pāla-Dynastie, möglicherweise von Ramapala (~ 1077–1120). Das Kloster wurde wahrscheinlich an einer Stelle in der Nähe des heutigen Dorfes Jagdal in Dhamoirhat Upazila im Nordwesten von Bangladesch, an der Grenze zu Indien (Paharapur) gegründet.

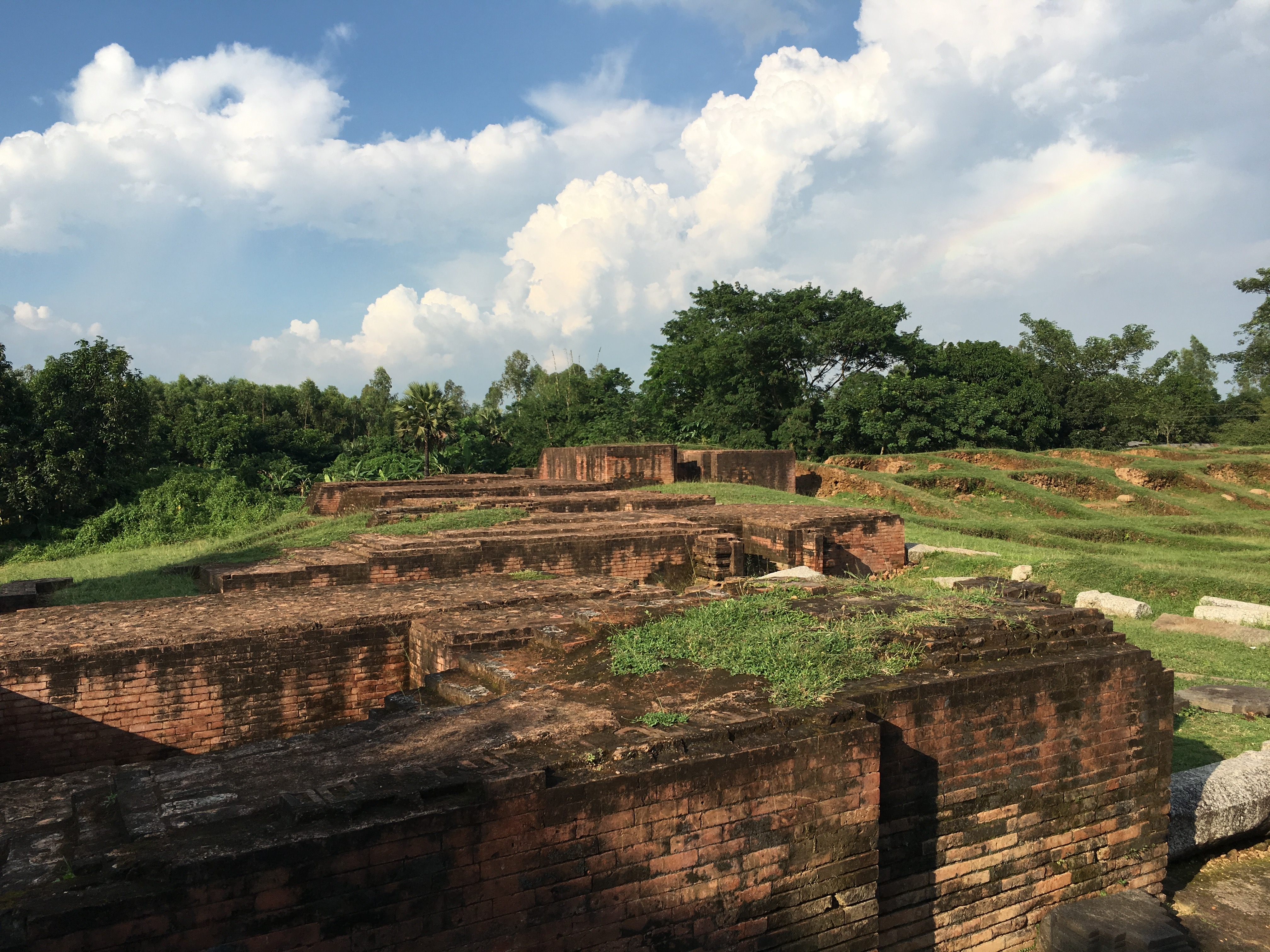
Jagaddala

## Lage
Im Vergleich zu anderen Mahaviharas der gleichen epoche ist nur wenig über Jagaddala bekannt. Lange Zeit konnte der Standort nicht sicher festgestellt werden. A.K.M. Zakaria untersuchte fünf mögliche Standorte, denen allen die Bezeichnung Jagdal oder Jagadal gemeinsam war. Alle lagen in der Rajshahi-Malda-Region: Panchagarh; Haripur Upazila in Thakurgaon; Bochaganj Upazila in Dinajpur; Dhamoirhat Upazila in Naogaon und im Bamangola block von Malda, Indien. Signifikante Ruinen ließen sich nur in Jagdal in Naogaon nachweisen. Ausgrabungen unter der Leitung der UNESCO in den letzten Jahrzehnten erbrachten den Beweis, das die Ruinen zu einem ehemaligen buddhistischen Kloster gehörten.

## Geschichte

### Gründung
Während der Pala-Herrschaft in Nordost-Indien wurden zahlreiche Klöster beziehungsweise vihara in Gebiet des alten Bengalen und Magadha gegründet (756–1174 AD). Es heißt, dass Dharmapala (781–821) allein 50 viharas gegründet habe, unter anderem Vikramashila, die erste Hochschule in dem Gebiet überhaupt.
Jaggadala wurde zum Ende der Pāla-Dynasty gegründet, wahrscheinlich von Rāmapāla (~ 1077–1120). Nach tibetischen Quellen gab es fünf herausragende Mahaviharas: Vikramashila; Nalanda, Somapura, Odantapurā und Jagaddala. Die fünf Klöster bildeten ein Netzwerk; „alle standen unter staatlicher Aufsicht“ und es gab ein „System der Koordination zwischen ihnen … es scheint, dass die verschiedenen Sitze der Buddhistischen Gelehrsamkeit im östlichen Indien unter den Pāla als ein Netzwerk angesehen wurden, und als eine verbundene Gruppe von Institutionen“. Es war häufig, dass die großen Gelehrten leicht von einer Position zu einer anderen in den verschiedenen Schulen wechseln konnten.
Jagaddala spezialisierte sich auf Vajrayana-Studium. Viele der Texte, die dort hergestellt wurden, fanden ihren Eingang in den tibetischen buddhistischen Kanon Kanjur und Tanjur. Es ist wahrscheinlich, dass die früheste Anthologien von Sanskrit-Dichtung, die Subhāṣitaratnakoṣa, von Vidyākara in Jaggadala zusammengestellt wurden.

### Zerfall
Śakyaśrībhadra, ein Gelehrter aus Kaschmir, der letzte Abt des Nalanda Mahavihara und ein wichtiger Übermittler für den Buddhismus nach Tibet soll 1204 von Tibet nach Jagaddala geflohen sein, als muslimische Eroberungen drohten. Der Historiker Sukumar Dutt vermutet die letztendliche Zerstörung von Jagadala um 1207; offenbar war es das letzte vihara das zerstört wurde.

## Ausgrabungen und UNESCO-Status
1999 wurde Jaggadala auf die Tentativliste für die Aufnahme in das UNESCO-Welterbe gesetzt. Die UNESCO berichtet, dass Ausgrabungen einen „ein ausgedehnter Hügel, 105 m mal 85 m lang, der die archäologischen Überreste eines Buddhistischen Klosters darstellt … Funde umfassen Terrakotta-Platten, Zier-Ziegel, Nägel, eine goldene Spange und drei steinerne Bilder von Göttern“.

## Galerie
Galerie 

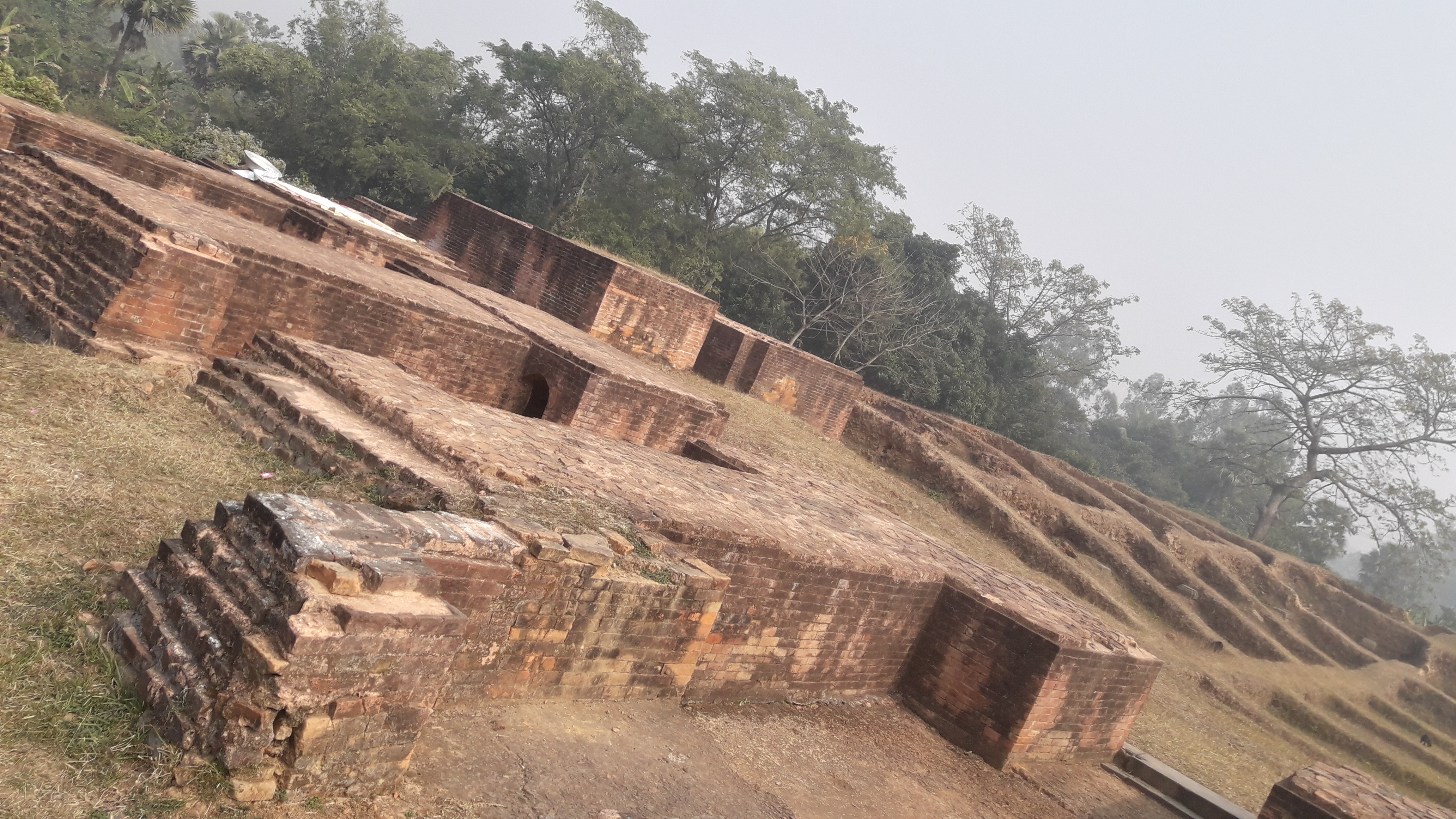
Jagaddala Mahavihara ist das einzige buddhistische Vihara, das im Staatsgebiet von Bangladesch nachgewiesen und ausgegraben werden konnte. Die Decke ist ca. 60 cm dick.
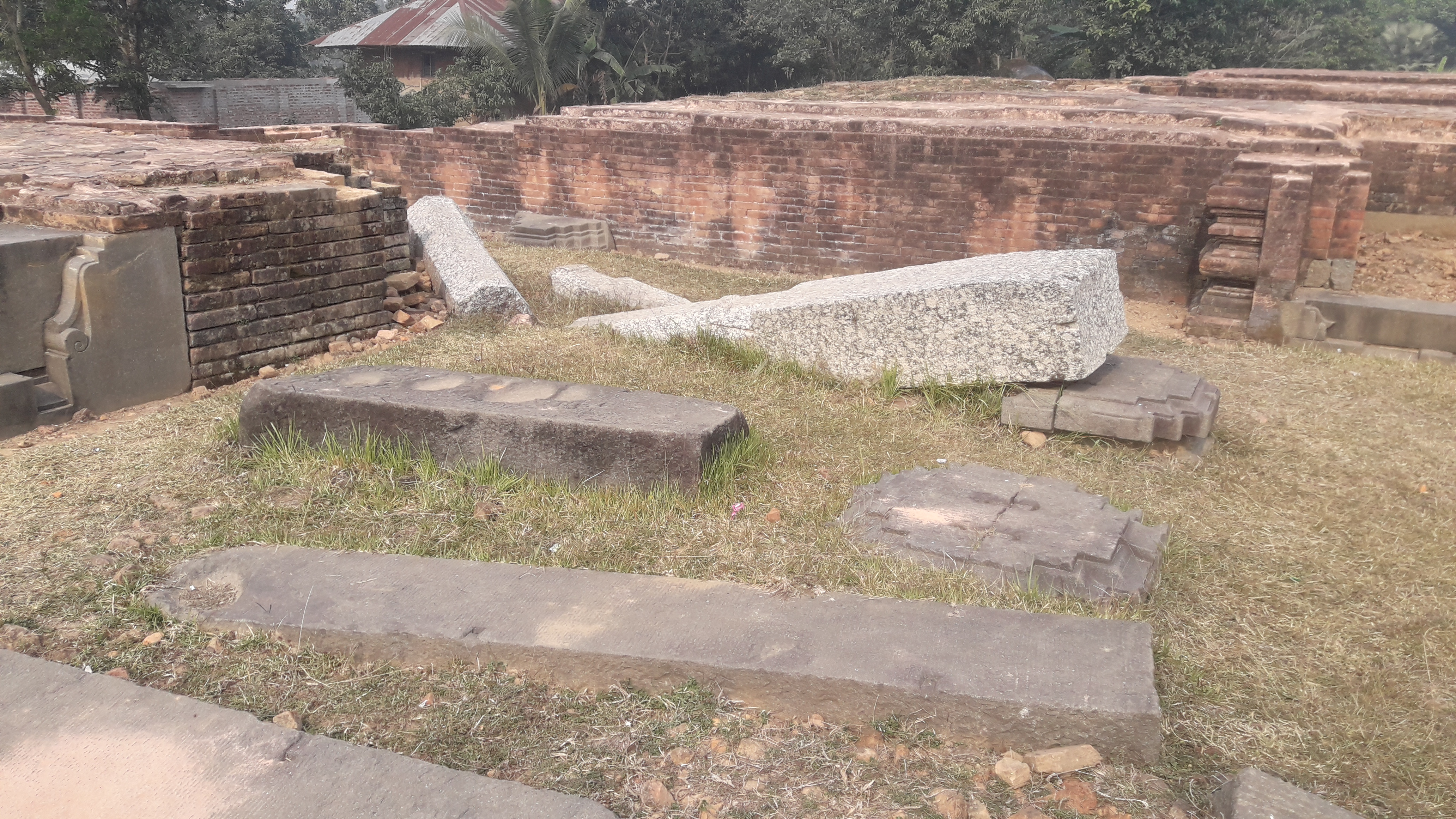
Steinsäulen
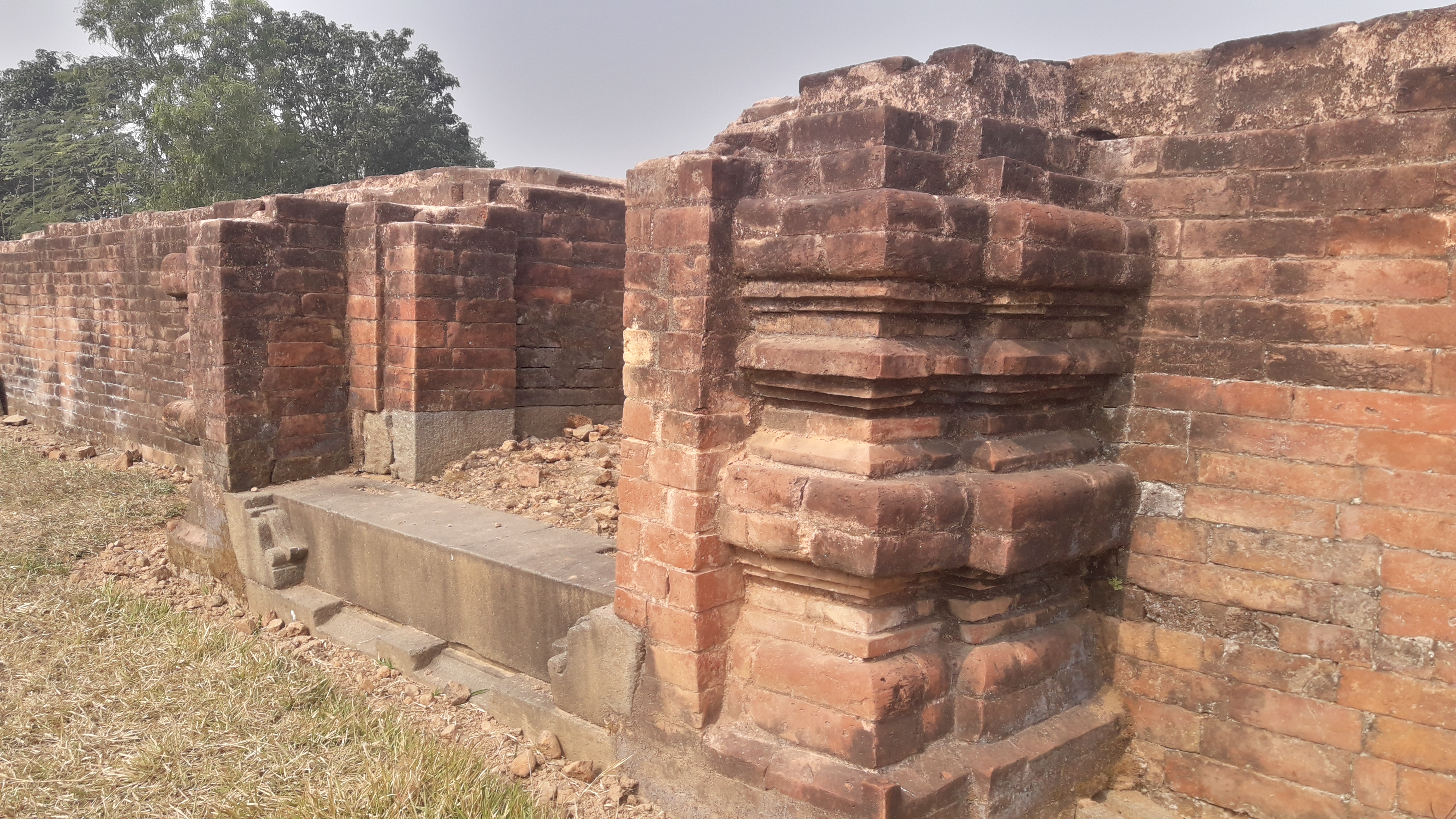